# Renault 4 E-Tech Electric
Renault 4 E-Tech Electric - premiera modelu 4 odbyła się w ramach Międzynarodowego Salonu Samochodowego w Paryżu, który miał miejsce w październiku 2024 roku. 

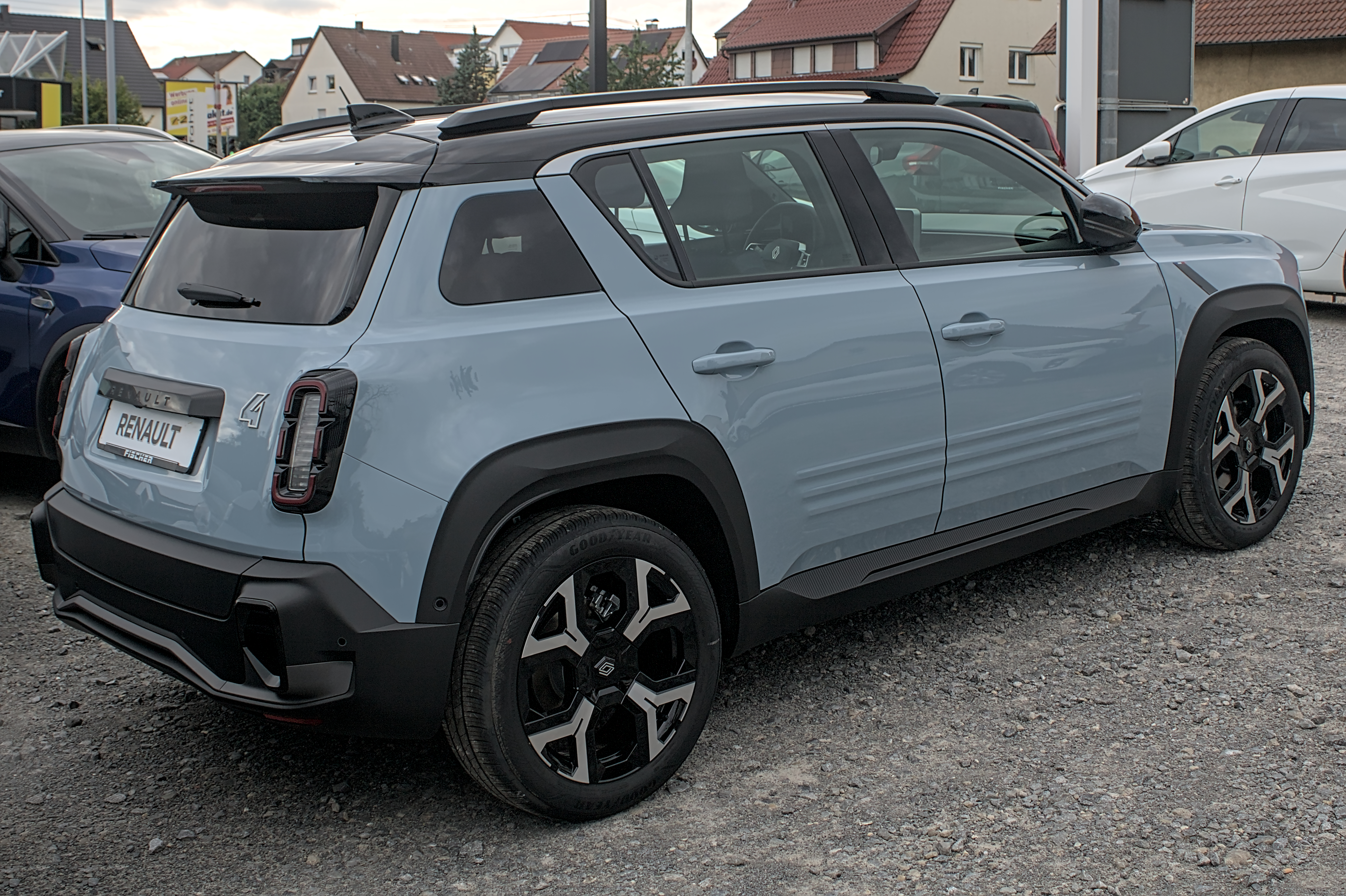
Renault 4 E-Tech - tył

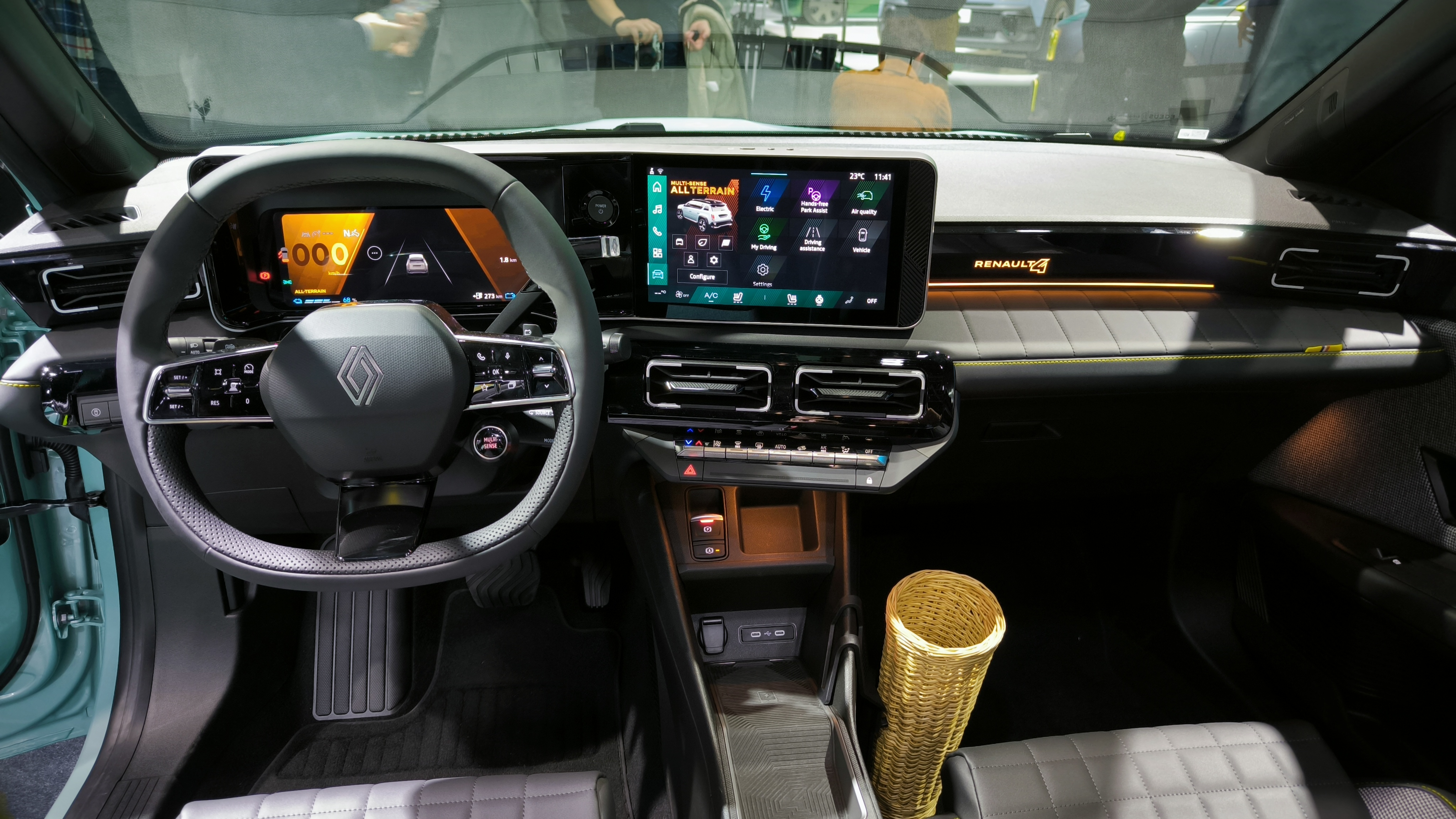
Renault 4 E-Tech - wnętrze

Renault 4 E-Tech to elektryczny crossover, który jest produkowany w Maubeuge we Francji. Model ten będzie zbudowany na platformie AmpR Small, która ma zapewnić przestronne wnętrze oraz dynamikę jazdy. Samochód oferuje innowacyjne rozwiązania online i systemy bezpieczeństwa.
Renault 4 E-Tech Electric to powrót kultowego modelu w wersji w pełni elektrycznej, z licznymi nowościami. Nowa 4-ka jest większa od swojego poprzednika, zachowując charakterystyczny wygląd, ale zyskując nowoczesne technologie i napęd elektryczny. 
Zamiast spalinowego, samochód posiada silnik elektryczny i baterię o pojemności 52 kWh, oferując zasięg do 409 km (WLTP) w wersji Comfort Range.
Nowy model jest większy od poprzednika, z większym bagażnikiem (420 litrów) i przestrzenią w kabinie.
Renault 4 E-Tech Electric bazuje na nowej platformie AmpR Small, zaprojektowanej dla samochodów elektrycznych, co pozwala na uzyskanie dużej przestrzeni w kabinie przy zachowaniu kompaktowych wymiarów. W nowej 4-ce zachowano charakterystyczne elementy stylistyczne, takie jak otwór na chłodnicę czy płócienny dach, a także niezależne tylne zawieszenie.

## Wyposażenie
- evolution
- techno
- iconic

Podstawowe wyposażenie (evolution) Renault 4 E-Tech obejmuje m.in. 7-calowy wyświetlacz cyfrowych zegarów, 10,1-calowy ekran systemu multimedialnego, reflektory LED, kamerę cofania, tylne czujniki parkowania oraz automatyczną klimatyzację jednostrefową. Dodatkowo, samochód posiada centralny zamek, manualną regulację foteli, tylną kanapę składaną 60/40, kierownicę wykonaną z poliuretanu, elektrycznie sterowane szyby przednie i tylne z funkcją one-touch oraz konsolę środkową z podłokietnikiem i schowkiem.

## Silniki
| Silnik elektryczne   | Moc maksymalna [KM] ( [kW] ) | Przyśpieszenie 0-100 km/h (s) | Prędkość maksymalna km/h | Zużycie energii (kWh/100 km) | Maksymalny zasięg WLTP |
| 120 KM urban range   | 120(90)                      | 9.2                           | 150                      | 14,7 kWh                     | 308 km                 |
| 150 KM comfort range | 150(110)                     | 8.2                           | 150                      | 15.1 kWh                     | 409 km                 |